# Kristiania Norske Theater
Het Kristiania Norske Theater was een theater in Oslo tussen 1852 en 1863. Het werd opgericht door Johannes Klingenberg, Jens Cronborg en Martin Mortensen als reactie tegen de Deense dominantie in het Christiania (Danske) Theater. Vanaf 1860 verminderde dit en in 1863 werden beide theaters dan ook samengevoegd.
Het theater werd opgericht door een Noor en twee Denen als de Christiania Norske Dramatiske Skole en moet gezien worden in het nationalistische Noorse streven naar onafhankelijkheid van Denemarken. Het oudere theater in Oslo, het Christiania Theater, werd volgens de oprichters overheerst door de Denen, wat regelmatig tot protesten en verstoringen leidde. Om deze invloed tegen te gaan werd het Norske Theater opgericht.
In 1857 kwam de Noorse auteur Henrik Ibsen over als theaterdirecteur van het Norske Theater (Bergen), een positie die hij tot het faillissement van het theater in 1862 zou bekleden. In 1863 werd het theater samengevoegd met het Christiana Theater.